# كأس السوبر الفلسطيني لقطاع غزة 2013
كأس السوبر الفلسطيني لقطاع غزة 2013 هي النسخة الثانية من البطولة وتوج بها شباب رفح على نادي الصداقة.

## الفرق
| الفريق       | الوصول                                         | وصول سابق (الخط الغليظ يشير إلى بطل تلك النسخة) |
| ------------ | ---------------------------------------------- | ----------------------------------------------- |
| شباب رفح     | بطل الدوري الفلسطيني الممتاز لقطاع غزة 2012–13 | 0                                               |
| نادي الصداقة | بطل كأس بيبسي لقطاع غزة 2013                   | 0                                               |

## المباراة
| شباب رفح          | 1–0     | الصداقة |
| ----------------- | ------- | ------- |
| إيهاب أبو جزر 55' | (تقرير) |         |